# 新怛特罗
新怛特羅（Neotantra）指的是印度教和佛教密續教義在西方世界的普及。 這個術語描述自1970年代末以來在西方世界以及今日在拉丁美洲廣泛流行的一種教學和生活實踐，其中怛特羅的性相關部分被強調。它被透過相關文獻和商業密宗學校來教導和傳播。
怛特羅的性魔法元素也出現在其他現代秘密宗教和新興宗教運動中，如威卡宗教。